# Gare de Mommenheim
Gare de Mommenheim – stacja kolejowa w Mommenheim, w departamencie Dolny Ren, w regionie Grand Est, we Francji.
Jest stacją Société nationale des chemins de fer français (SNCF), obsługiwaną przez pociągi TER Alsace.